# هرم الحية المجنحة

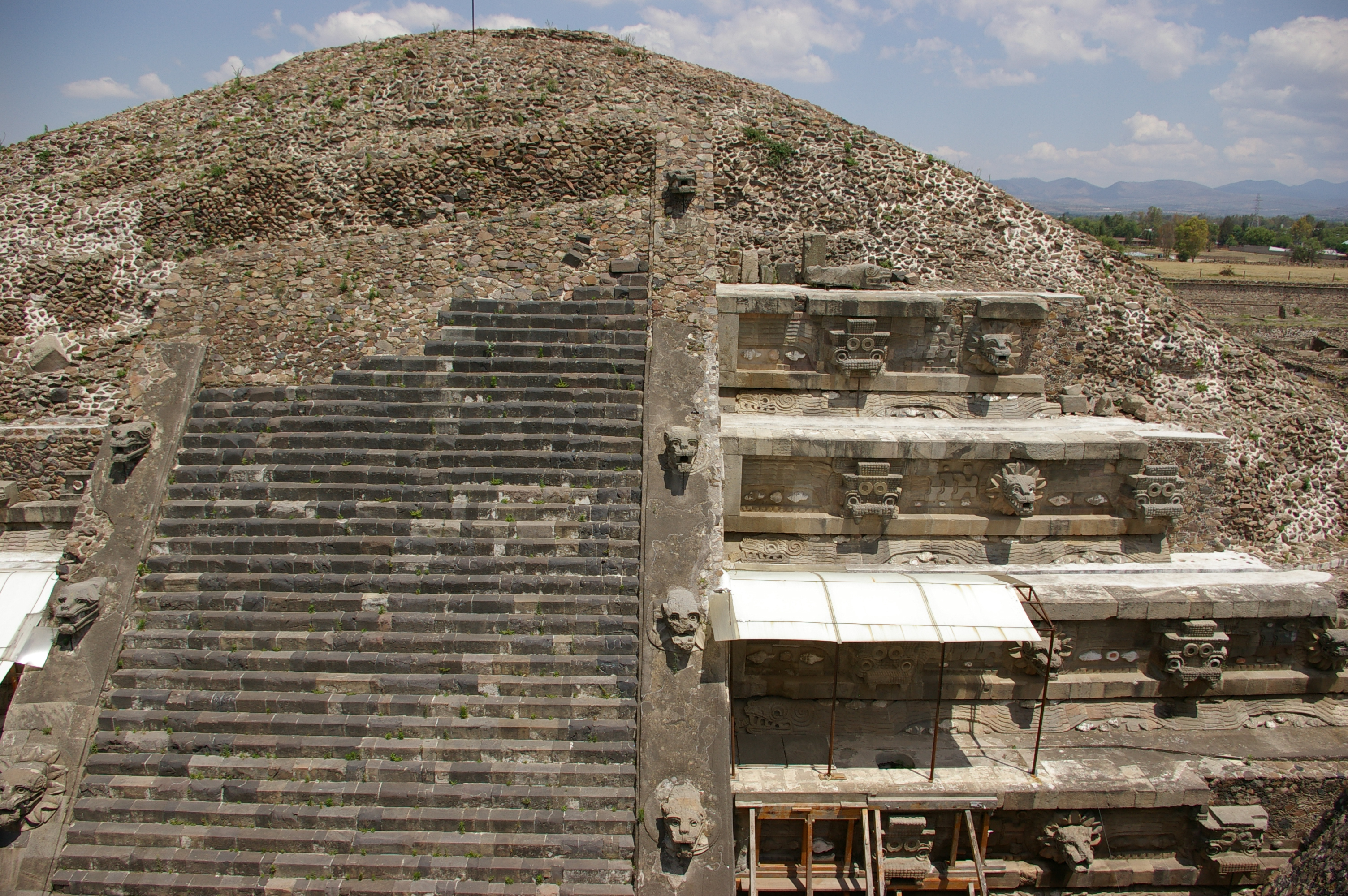
هرم الحية المجنحة ؛ لقطة من مسطبة "أدوسادا" المكسيك.

هرم الحية المجنحة أو معبد الثعبان المجنح (بالإنجليزية: Temple of the Feathered Serpent) هو التسمية الحديثة للهرم الثالث الموجود في مدينة تيوتيهواكان القديمة بالمكسيك؛ كما يرمز بالتعبير «تيوتيهواكانو» Teotihuacano إلى الحضارة والثقافة القديمتين لهذه المنطقة.
وقد تم العثور على هذا المعبد أو الهرم في الثمانينيات من القرن الماضي حيث اهتم الباحثون بالبحث عن أضحيات من البشر كانوا مدفونين تحت هذا البناء.
وقد تم تأريخ زمن دفن الضحايا بأنه يتنفق مع تاريخ نشأة المنشآت في هذا المكان، وهو بين الأعوام 150 - 200 بعد الميلاد. واتخذت التسمية من تمثيل للحية المجنحة المشهورة في أمريكا الوسطى، والتي كانت معبودة لدى القدماء حيث وجدت منحوتة على جوانب الهرم. وتلك المنحوتات هي من أقدم التماثيل للحية المجنحة؛ وتعرف كذلك فيما بعد بمعبود الأزتك الذين عاشوا في هذه المنطقة بعد ذلك، وهو المعبود المسمى «كويزالكوت». كما يسمى هذا الهرم «معبد كيزالكوت» Temple of Quetzalcoatl وكذلككمعبد الحية المجنحة.

## الموقع

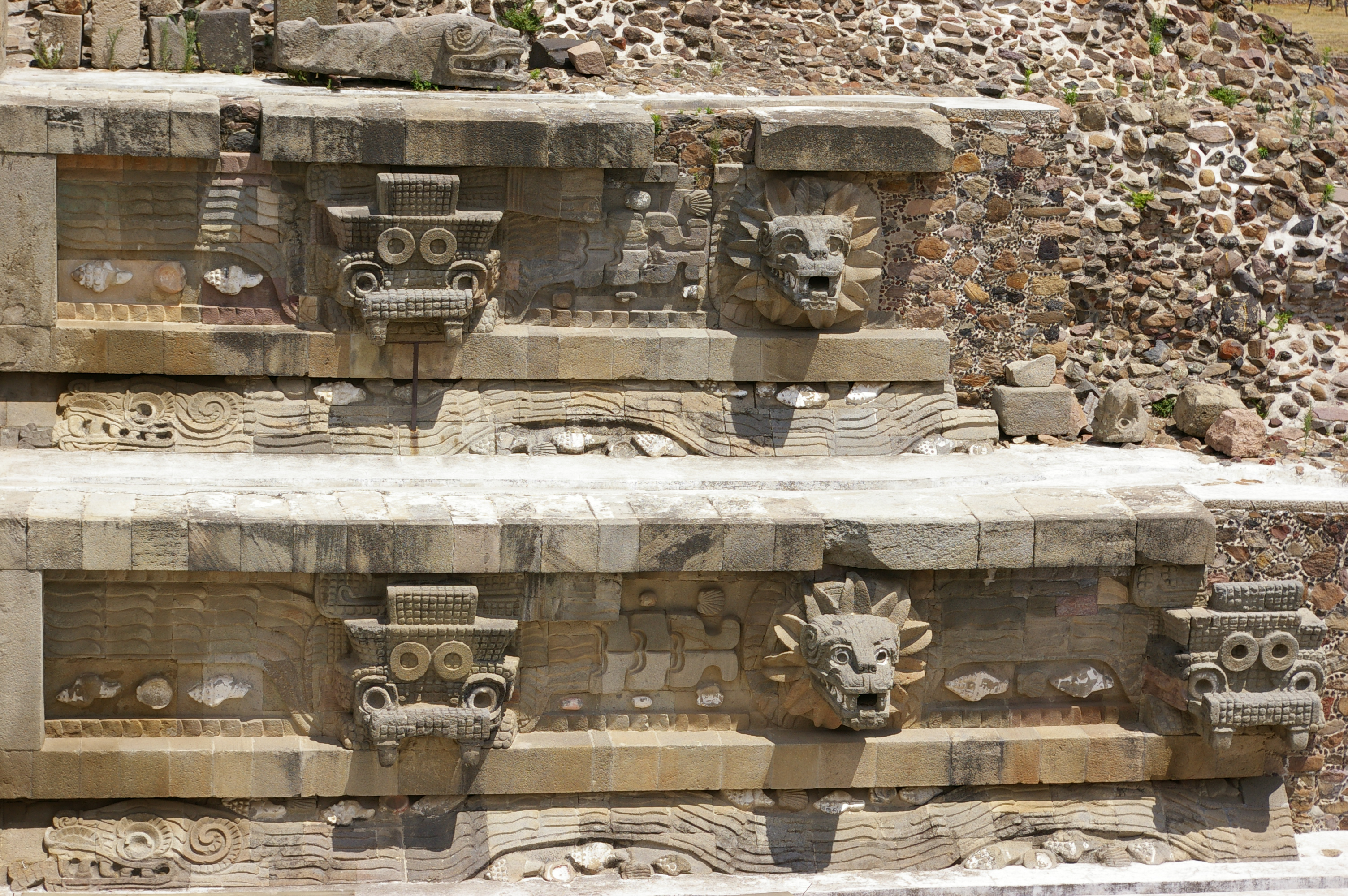
تفاصيل هرم الحية المجنحة مبينة رؤوس "تلالوك" (إلى اليسار) ورؤوس الحية المجنحة (إلى اليمين، وهي متتالية على جدران الهرم. انظر أيضا أسفلهما حيث تجد الحية المجنحة منحوتة طوليا على أحجار الجدران.

يقع هرم الحية المجنحة عند النهاية الجنوبية «لطريق الموت»، وهو ا÷م طرق تيوتيهواكان في مجمع سويداديلا. وكلمة سويداديلا بالإسبانية تعني «قلعة» وهي بناء ذو جدران عالية تحيط بفناء واسع يقع فيها الهرم. وكانت قلعة سويداديلا كبيرة للغاية بحيث كانت تكفي لسكنى جميع سكان تيوتيهواكان، والتي يقدر أن تعدادهم بمئة ألف نسمة في عز مجدها.
يوجد في داخل «قلعة» سويداديلا عدة بنيات كبيرة، من ضمنها المعبد وبنائين للسكن شمال وجنوب المعبد، ومسطبة «أدوسادا». بني هذا المعبد أو هرم الحية المجنحة في القرن الرابع بعد الميلاد، وتقع مسطبة أدوسادا أمام المعبد في الغرب.

## معرض صور

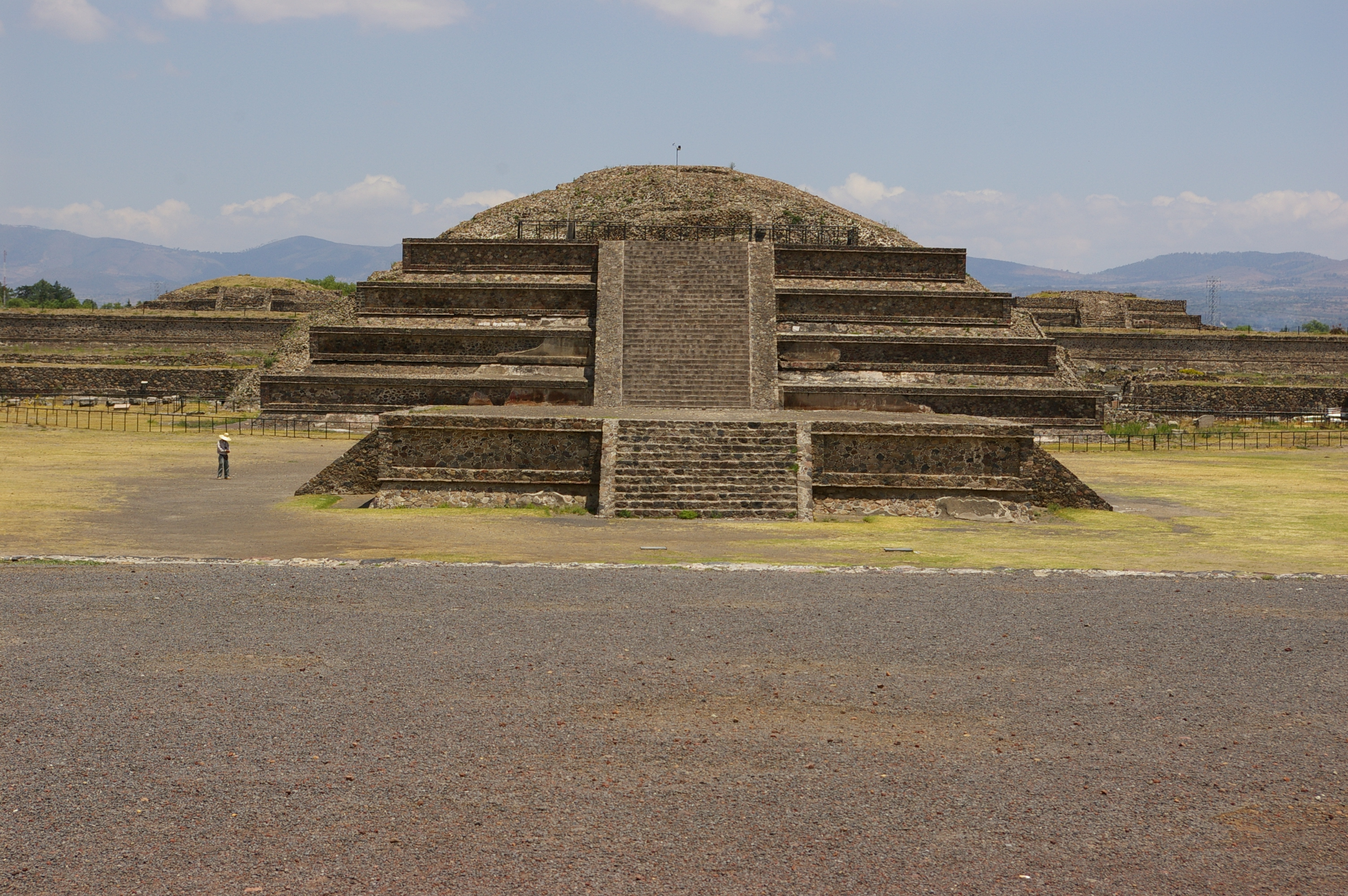
مسطبة أدوساداوخلفها هرم الحية المجنحة، ويُرى شخص بجوارهما.
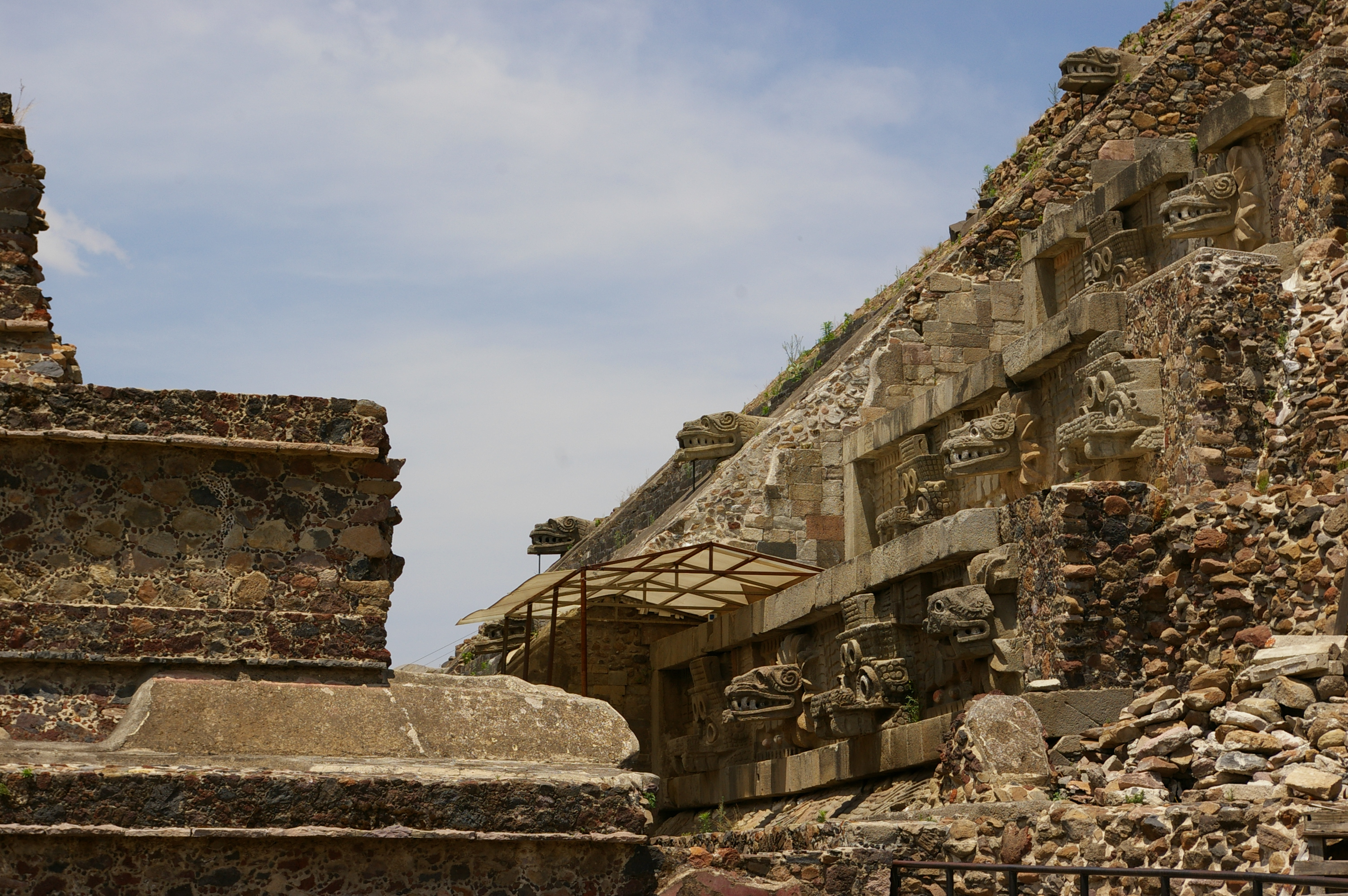
هرم الحية المجنحة ومسطبة أدوسادا
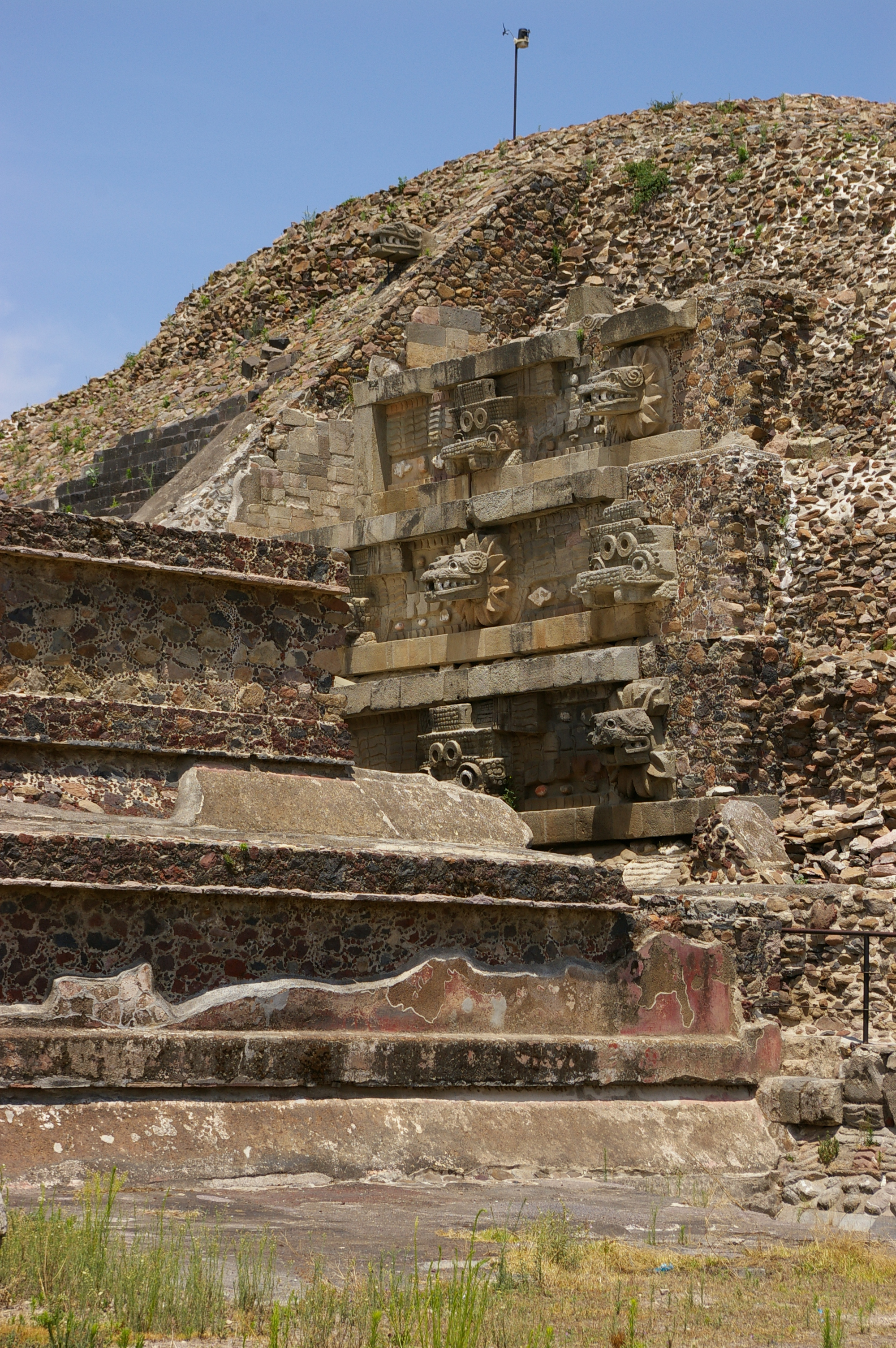
هرم الحية المجنحة ومسطبة أدوسادا
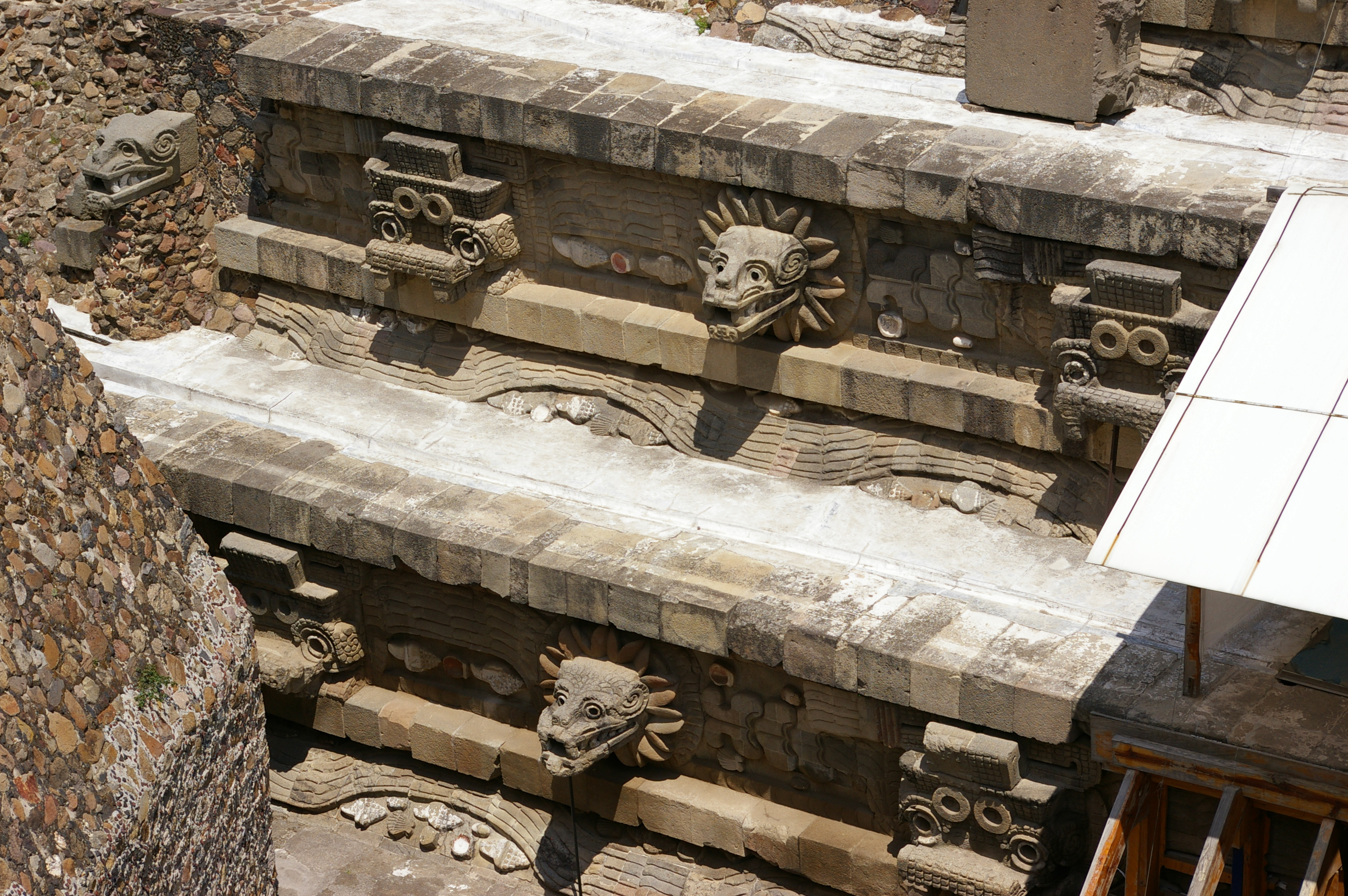
منظر لتفاصيل الهرم على يسار السلم
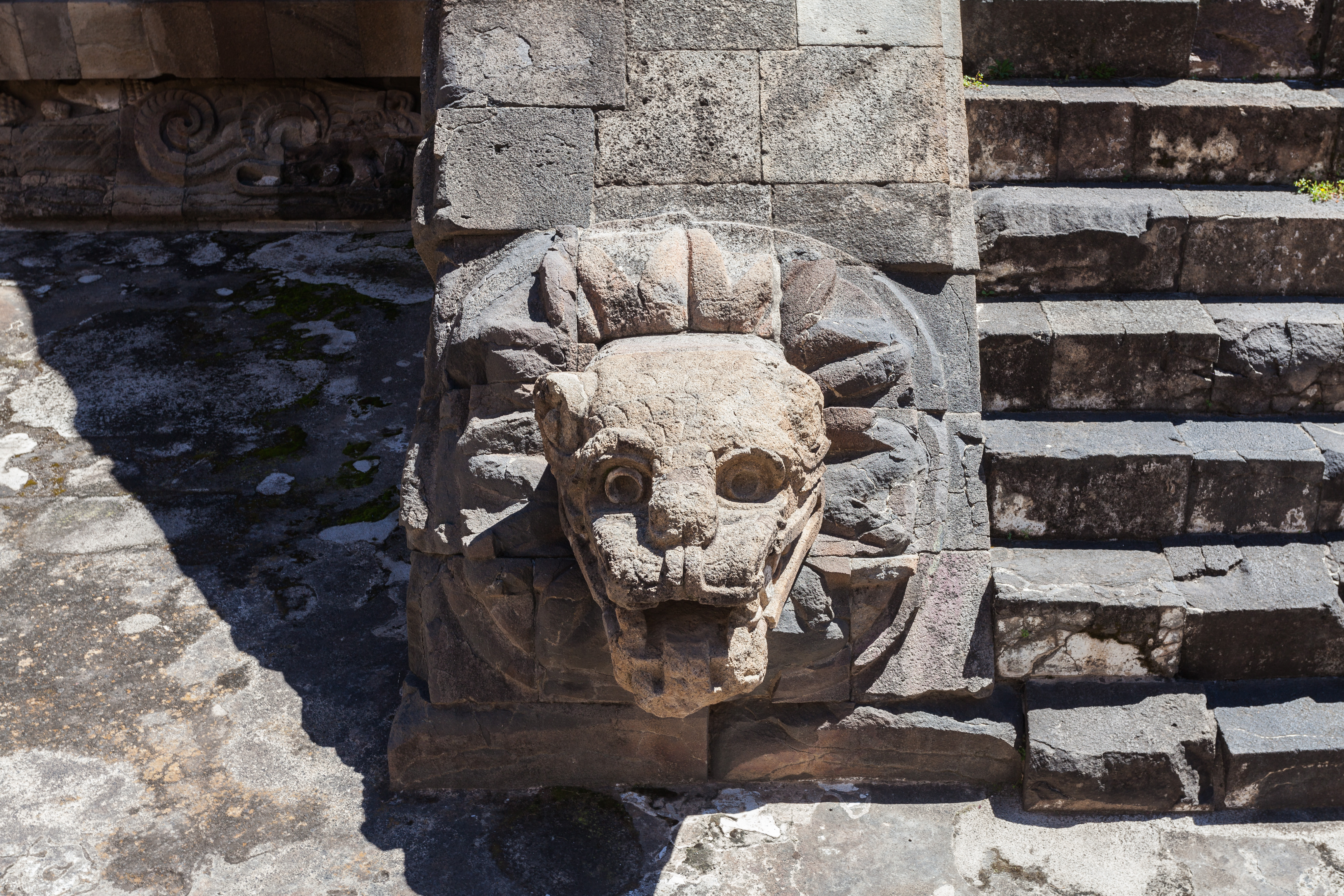
تفاصيل أحد الرؤوس
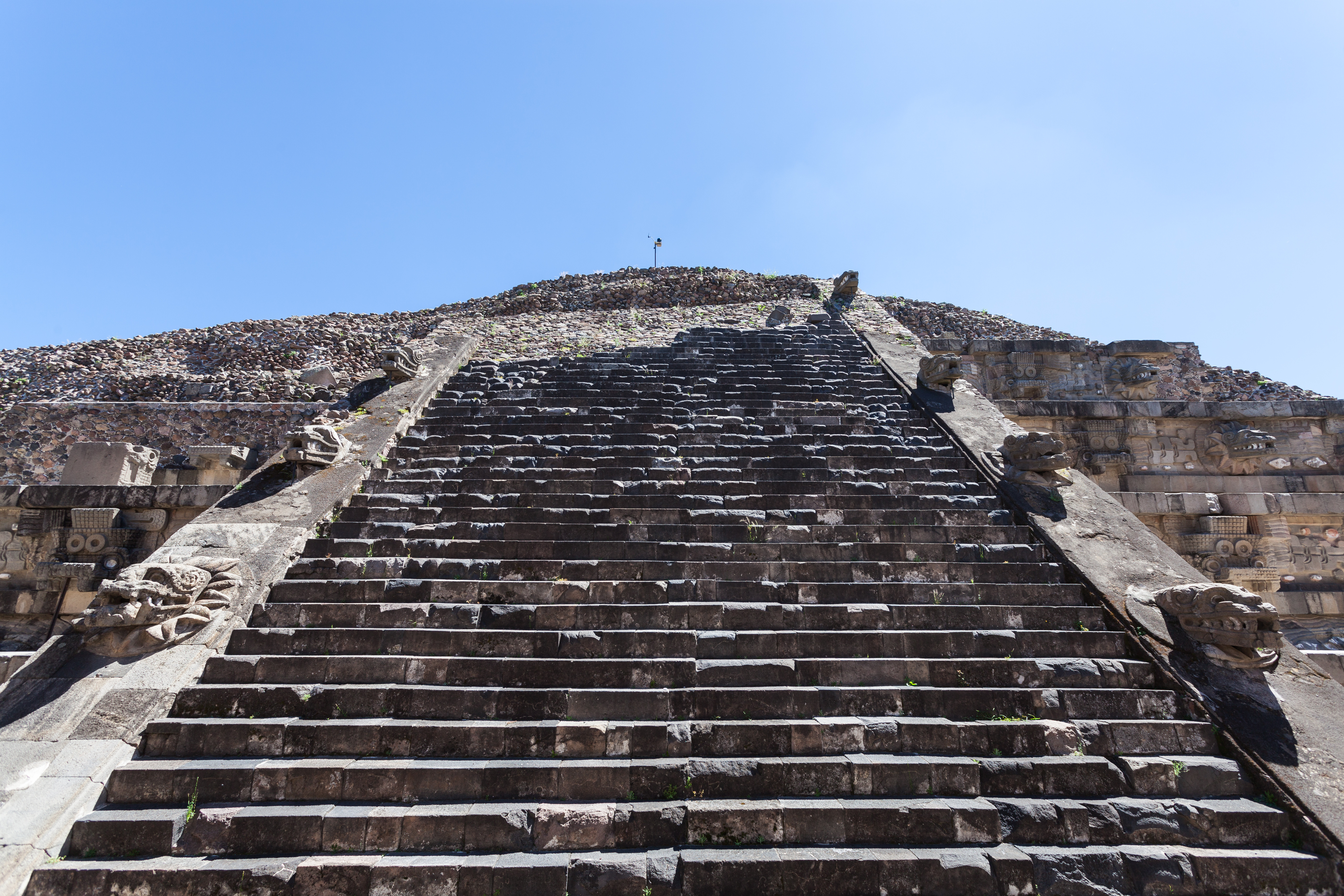
سلالم
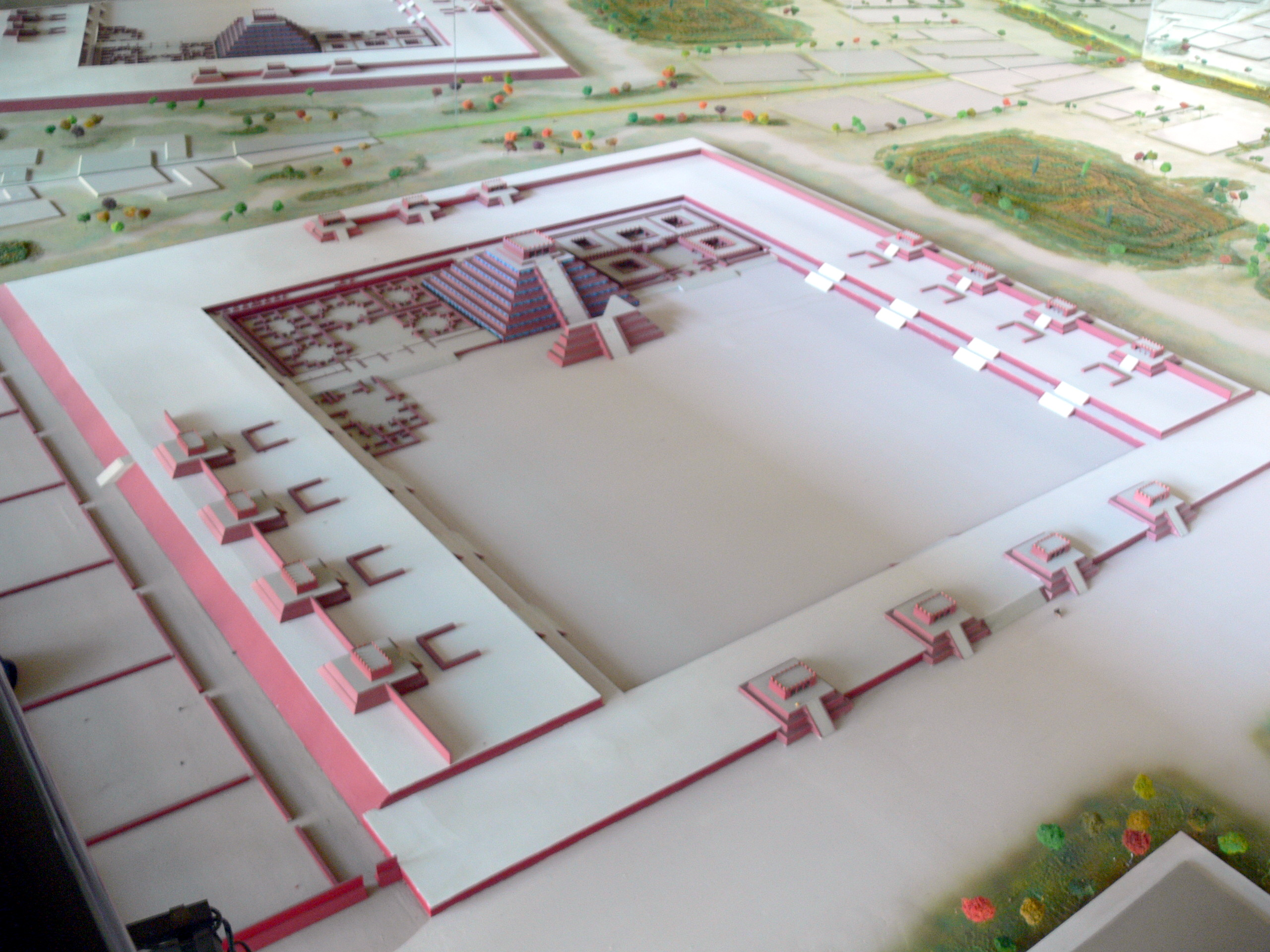
نموذج لقلعة سيوداديلا. ويرى معبد (أو هرم) الحية المجنحة في اعلى الصورة في الوسطومسطبة أدوسادا أمامه مباشرة
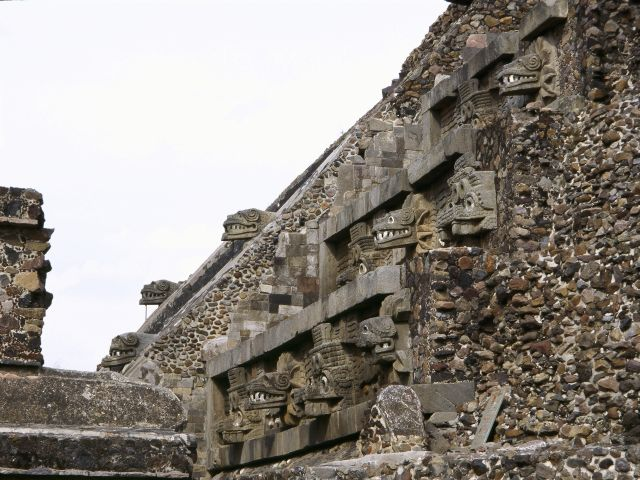
أحد جوانب هرم الحية المجنحة ، (المكسيك).

## اقرأ أيضا
- تيوتيهواكان
- هرم القمر
- المكسيك